# Валлас (озеро)
Валлас — пресноводное озеро на территории Суккозерского сельского поселения Муезерского района Республики Карелии.

## Общие сведения
Площадь озера — 1,3 км². Располагается на высоте 178,5 метров над уровнем моря.
Форма озера продолговатая: оно более чем на два километра вытянуто с севера на юг. Берега каменисто-песчаные, местами заболоченные.
С западной стороны озера вытекает безымянный водоток, впадающий в Нижнее Корбисалми, из которого вытекает протока, которая, протекая через озеро Торос, впадает в Воттозеро. Из последнего берёт начало река Вотто, впадающая в озеро Гимольское, через которое течёт река Суна.
Населённые пункты и автодороги вблизи водоёма отсутствуют.
Код объекта в государственном водном реестре — 01040100211102000017753.